# 통 메모리즈
《통 메모리즈》는 2016년 7월 22일에 다음 tv팟에서 공개된 대한민국의 웹 드라마다.
웨이브 오리지널 드라마로 제작되었다.

## 줄거리
부산 주먹의 전설이 된 이정우(이학주 분)와 그 옆에서 2인자로 자리매김한 권두현(허지원 분), 이들을 중심으로 한 남고생들의 욕망과 세력다툼을 적나라하게 그린 액션 모바일 무비

## 등장 인물

### 주요 인물
- 이학주 : 이정우 역
- 허지원 : 권두현 역
- 이재윤 : 백승화 역
- 김지안 : 오윤주 역
- 권혁범 : 박정태 역
- 학진 : 김진우 역
- 배현경 : 도형우 역

### 그 외 인물
- 최영민 : 기명화 역
- 이수광 : 최한표 역
- 구성환 : 공소민 역
- 진모 : 황태열 역
- 박경혜 : 양정원 역
- 백승헌 : 백순철 역
- 임종인 : 하우서 역
- 정두홍 : 정우 아버지 역
- 연제형
- 마동석 : 황태열 형 역
- 김영민 : 담임 역